# Karlsdorf-Neuthard
Karlsdorf-Neuthard je općina u njemačkoj pokrajini Baden-Württemberg, u okrugu Karlsruhe. Općina leži 6 km zapadno od Bruchsala i 18 km sjeveroistočno od Karlsruhea, dok je od francuske granice udaljena 30 km.

## Stanovništvo
Općina Karlsdorf-Neuthard, koja broji 9676 žitelja, sastoji se od dva naselja: Karlsdorfa i Neutharda.

## Gradovi partneri
- Nyergesújfalu, Mađarska

## Vanjske poveznice
- Službena stranica (njem.)

### Ostali projekti
|  | Zajednički poslužitelj ima još gradiva o temi Karlsdorf-Neuthard |